# 滋賀県立文化産業交流会館
滋賀県立文化産業交流会館（しがけんりつぶんかさんぎょうこうりゅうかいかん）は滋賀県米原市にある複合文化施設。公益財団法人びわ湖芸術文化財団が指定管理者として運営している。

## 概要
1988年（昭和63年）4月に開館した複合文化施設である。イベントホールはアリーナ形式であるが、展示会、コンサート、集会などにも対応している。2011年（平成23年）から古典芸能の芝居小屋「長栄座」を期間限定で開設し、地域伝統芸能（伝統文化）の普及・振興への取り組みを開始した。この功績が認められ、2021年（令和3年）に一般財団法人地域創造より地域創造大賞（総務大臣賞）を受賞している。

## 歴史
- 1988年（昭和63年）4月：開館[2]。
- 2011年（平成23年）：古典芸能の特設舞台、芝居小屋「長栄座」を期間限定で開設する[8]。
- 2016年（平成28年）4月1日：公益財団法人滋賀県文化振興事業団が指定管理者となる[9]。
- 2017年（平成29年）4月1日：指定管理者の組織再編に伴い、当施設の指定管理者が公益財団法人びわ湖芸術文化財団となる[9][注 1]。
- 2021年（令和3年）12月10日：芝居小屋「長栄座」が地域創造大賞（総務大臣賞）を受賞する[4][5][6][7]。

## 施設

### ホール・劇場関連
イベントホール
- 座席：最大2,074席。芝居小屋「長栄座」として使用する場合は342席）
- アリーナ面積：1,400 m2

小劇場
- 203席

その他
- 練習室
- 会議室

（ホール・劇場関連の出典：）

### 併設する施設
- パスポートセンター 米原出張窓口[16]
- 滋賀県レイカディア大学 米原校[17]
- びわこ文化センター[18] - カルチャー教室
- 米原SOHOビジネスオフィス[19]

## 芝居小屋「長栄座」
1883年（明治16年）、長浜市元浜町に建てられた同名の芝居小屋を復元したものであり、当時の街並みと情緒を再現している。なお、この芝居小屋はイベントホール内に設けられる特設舞台であり、2011年（平成23年）8月に期間限定で開設した後、翌年（2012年（平成24年））以降も、不定期にイベントが開催されている。
この芝居小屋には「芝居小屋ファンを新たに開拓し、熱気あふれる舞台空間を再現したい」という思いが込められている。同芝居小屋は地域伝統芸能（伝統文化）の普及・振興への貢献が認められ、2021年（令和3年）に地域創造大賞（総務大臣賞）を受賞している。

### 主な演目
- 邦楽・邦舞の創作作品
- 古典芸能作品

## 「長栄座」の歴史

### 年表
- 1883年（明治16年）6月25日：長浜料理屋組合の出資により、創設される。木造2階建の芝居小屋で、800名を収容する大規模な劇場であった。
- 1930年（昭和5年）：改築工事が行われ、松竹映画を扱う映画館（「松竹館」）となる。
- 1956年（昭和31年）：経営権を自由映画社に譲渡。これに併せて、「長浜協映」に改称する。
- 1958年（昭和33年）3月3日：当館を全焼する火災が発生したが、その後再建する。この火災により、「長栄座」時代の記録や芝居小屋時代の道具類を焼失する。
- 1996年（平成8年）：閉館。

### 余談
- 芝居小屋の正面には絵看板を、天井や舞台の引幕には町の商店の広告を多く設けていた。
- 席はゴザを敷いた升席であり、4名または6名一組の仕切りを設けていた。
- 当芝居小屋のこけら落としは、二代目 中村雀右衛門や初代 市川右團次一座による公演であった。
- 明治時代は歌舞伎芝居、玉乗り、落語、改良ばなし、相撲などの興行のほか、衛生演説会、長浜基督教会演説会、舞の温習会（）などを開催していた。
- 大正時代は浪花節、奇術、活動写真、芝居などを開催していた。
- 閉館後は近江秀吉博覧会の「NHK大河ドラマ館」として使用された後、解体が行われた。跡地は月極駐車場となっている。

（「長栄座」の歴史・余談の出典：）

## 利用案内
- 開館時間
  - 8時30分 - 19時00分（※夜間利用は21時30分まで。貸館利用が無い場合、土曜・日曜は17時00分まで）
- 休館日
  - 月曜（祝日となる場合は翌日。ただし、翌日も祝日となる場合は次の平日）と年末年始（12月29日 - 翌年1月3日）

（利用案内の出典：）

## アクセス
公共交通機関
- JR・近江鉄道米原駅下車、同駅西口より徒歩7分

自動車
- 北陸自動車道
  - 米原ICから10分

- 名神高速道路
  - 彦根ICから15分

駐車場
- 360台（第1駐車場：80台、第2駐車場：280台）

（アクセス（駐車場を含む）の出典：）